# Haliplus fuscicornis
Haliplus fuscicornis is een keversoort uit de familie watertreders (Haliplidae). De wetenschappelijke naam van de soort is voor het eerst geldig gepubliceerd in 2006 door Holmen, Vondel & Petrov.